# Розенко Дмитро Олегович
Дмитро́ Оле́гович Розе́нко  (28 жовтня 1986 Чудівка — 25 лютого 2022) — молодший сержант 162-го окремого батальйону територіальної оборони 119 ОБрТрО Збройних сил України, учасник російсько-української війни, що загинув у ході російського вторгнення в Україну в 2022 році.

## Біографія
Дмитро з дитинства цікавився  історією рідного краю.   Як краєзнавець збирав матеріали про рідну Чудівку  у архівах, бібліотеках. Вивчав родоводи односельців, опитував старожилів.  Також він збирав факти червоного терору та про злочини  радянської влади.   
Працював прокурором  відділу процесуального керівництва у кримінальних провадженнях слідчих територіального управління Державного бюро розслідувань Чернігівської обласної прокуратури. 
25 лютого 2022 року під час бою з російськими окупантами в районі села Халявин Чернігівського району Чернігівської області перебував на БМП-1, що поспіхом намагалась евакуювати воїнів до інших позицій. При відході наші підрозділи потрапили під ворожий обстріл артилерії. Один із вибухів пролунав біля БМП-1, внаслідок чого Дмитро зазнав важких осколкових поранень, від яких загинув. 

## Нагороди
- орден «За мужність» III ступеня (2022, посмертно) — за особисту мужність і самовіддані дії, виявлені у захисті державного суверенітету та територіальної цілісності України, вірність військовій присязі.